# Janusz Kondratiuk

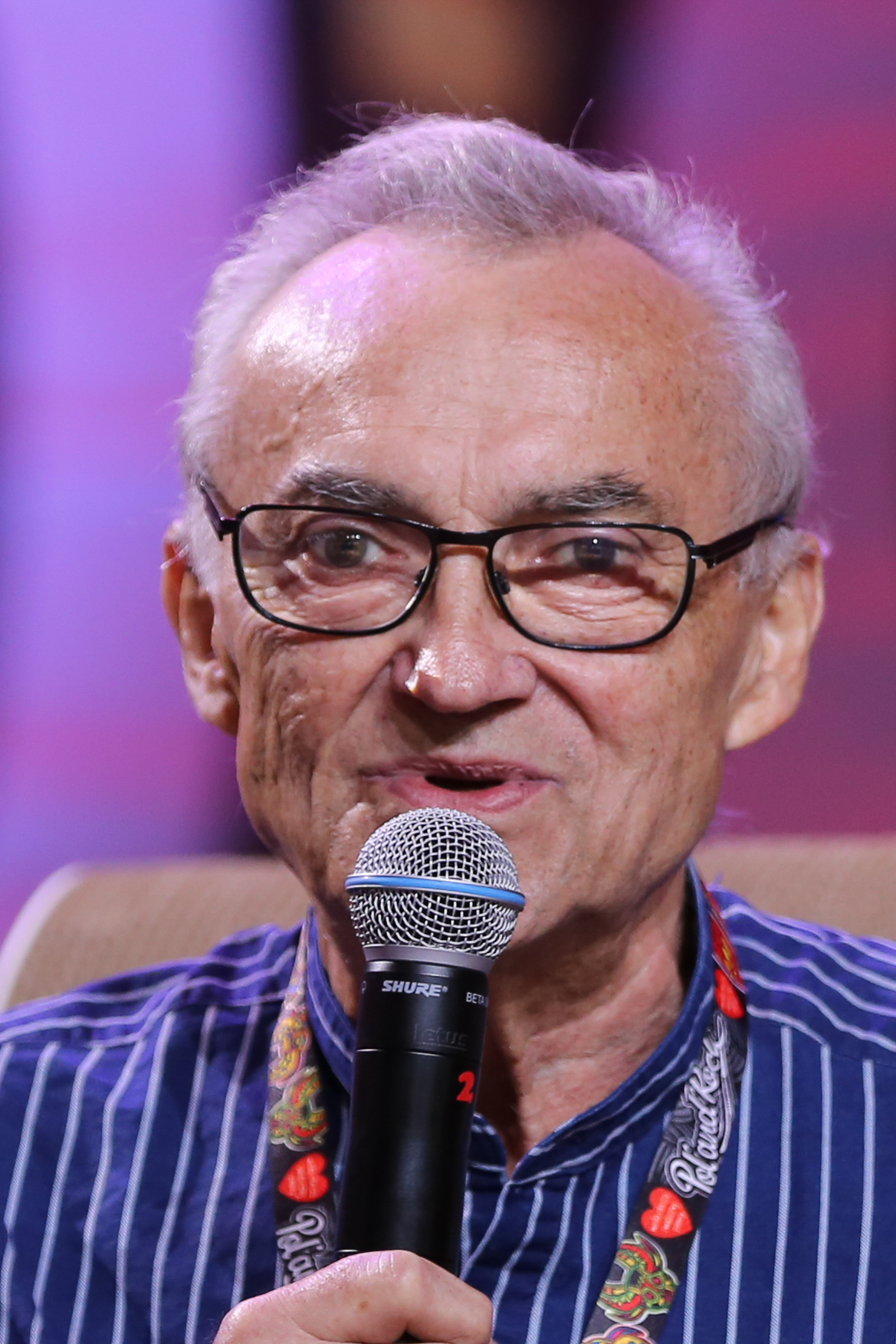
Janusz Kondratiuk (tại Lễ hội Pol’and’Rock năm 2019)

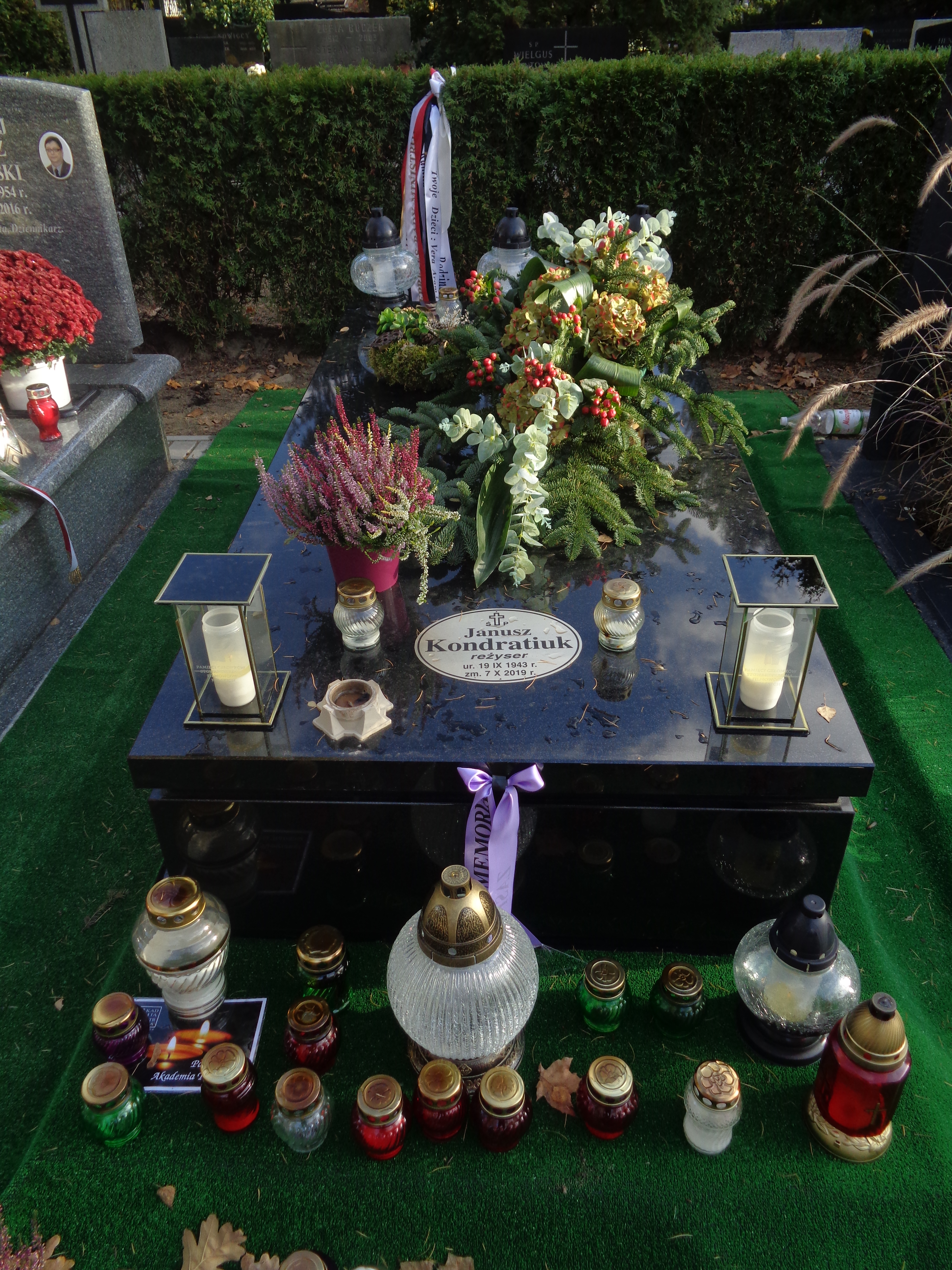
Mộ của Janusz và Andrzej Kondratiuk tại Nghĩa trang Quân đội Powązki

Janusz Lech Kondratiuk (sinh ngày 19 tháng 9 năm 1943 tại Ak-Bułak thuộc Kazakhstan ngày nay, mất ngày 7 tháng 10 năm 2019  tại Łoś) là đạo diễn kiêm nhà biên kịch Ba Lan.

## Tiểu sử
Năm 1969, ông tốt nghiệp chuyên ngành đạo diễn tại Trường Điện ảnh, Truyền hình và Sân khấu Đại học Thành phố Leon Schiller ở Łódź. Năm 1973, ông được trao giải thưởng Màn ảnh vàng và năm 1993  được trao giải đạo diễn cho bộ phim Głos (Tiếng nói) tại Liên hoan Sáng tạo Truyền hình Ba Lan.
Sau khi qua đời, chiếc bình đựng tro cốt của ông được chôn cất sau thánh lễ tại Nhà thờ Cộng đồng ở Warszawa, nằm ngay bên cạnh anh trai ông tại Nghĩa trang Quân đội Powązki.
Ông là em trai của đạo diễn Andrzej Kondratiuk. Vợ ông là nữ diễn viên Ewa Szykulska.

## Danh sách
Sau đây là danh sách phim có sự xuất hiện của Janusz Kondratiuk
- 1964 – Wielki dzień
- 1964 – Deszczowy spacer
- 1965 – Szczęśliwy koniec
- 1966 – Nie mówmy o tym więcej
- 1967 – Gwiazdy w oczach
- 1969 – Jak zdobyć pieniądze, kobietę i sławę
- 1971 – Niedziela Barabasza
- 1972 – Dziewczyny do wzięcia
- 1973 – Wniebowzięci
- 1973 – Pies
- 1975 – Mała sprawa
- 1976 – Czy jest tu panna na wydaniu?
- 1982 – Klakier
- 1987 – Jedenaste przykazanie
- 1988 – Prywatne niebo
- 1991 – Głos
- 1996 – Złote runo
- 2000 – Noc świętego Mikołaja
- 2006 – Faceci do wzięcia
- 2010 – Milion dolarów
- 2018 – Jak pies z kotem